# Romanus (Rouen)

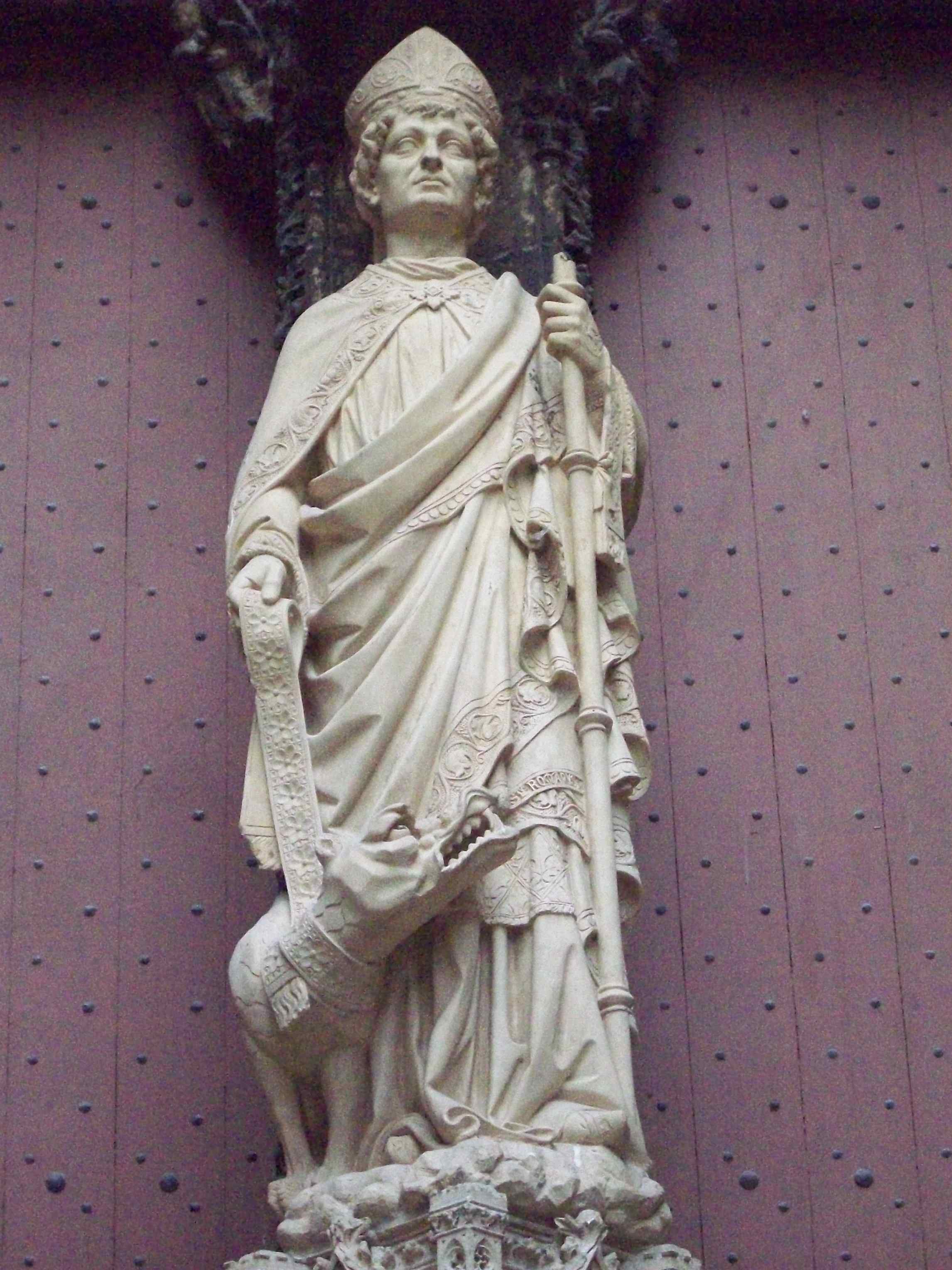
Hl. Romanus, Statue an der Kathedrale von Rouen

Romanus, frz. Saint Romain († 23. Oktober 640), ist ein Heiliger der römisch-katholischen Kirche.
Er war von 626 bis zu seinem Tode 640 Bischof von Rouen. Einer Legende zufolge soll er unter Mitwirkung eines zum Tode verurteilten Straftäters den Drachen Gargouille getötet haben, der im Fluss Seine lebte. Hierauf geht das Privilège de St. Romain zurück, eine Gewohnheit, jährlich zu seinem Gedenken einen Strafgefangenen freizulassen.
Romanus wird außerdem als Patron der Kaufleute verehrt. Sein Patronatsfest ist an seinem Todestag, dem 23. Oktober.